# Michaël Dallery
Pas d'image ? Cliquez ici

a Compétitions nationales et continentales officielles uniquement.

b Matchs officiels uniquement.
Dernière mise à jour le 28 juin 2024.
Michaël Dallery, né le 11 juin 1993, est un joueur français de rugby à XV évoluant au poste de pilier et désormais entraîneur du Lons Section paloise rugby féminin.

## Biographie

### Carrière de joueur
Michaël Dallery naît le 11 juin 1993. Outre le rugby à XV, Dallery pratique le judo à l'Aviron bayonnais et est footballeur aux Croisés de Bayonne puis aux Genêts d'Anglet.
Originaire du Pays basque, Michael Dallery fait ses débuts à l'AS Bayonne avant de rejoindre le Biarritz olympique et de connaître deux capes en sélection espagnole,. Dallery connaît ainsi quatre apparitions en Pro D2 entre 2014 et 2016,. Dallery évolue ensuite en Fédérale 1 à l'USA Limoges, au Sporting nazairien puis au Stade hendayais où il termine sa carrière, en raison d'une blessure à l'épaule.

### Carrière d'entraîneur

#### Reconversion et début de carrière d'entraîneur à l'US Saint-Palais
Après avoir mis un terme à sa carrière de joueur, Dallery entreprend une reconversion professionnelle qui le voit occuper divers postes avant de se consacrer pleinement au rugby. Il travaille comme éducateur et technicien de surface avant de se faire un nom comme entraîneur.
En 2018, Michaël Dallery rejoint le staff de l'US Saint-Palais, en Fédérale 3, alors en difficulté après une avant-dernière place lors de la saison 2017-2018. Maintenu en Fédérale 3 sur tapis vert, le club perd plusieurs joueurs clés et n'enregistre aucune nouvelle arrivée de joueurs.

#### Dans l'encadrement des sélections portugaise et roumaine puis au Lons Section paloise
Michael Dallery joue un rôle important au sein de l'encadrement de l'équipe du Portugal de rugby à XV. De septembre 2020 à octobre 2023, il occupe le poste d'entraîneur de la mêlée, mettant à profit son expertise technique pour renforcer les performances des avants portugais. Sa contribution est encore plus significative lorsqu'il est promu Head of Athletic Performance en septembre 2021, un poste qu'il a occupé jusqu'en octobre 2023. En tant que responsable de la performance athlétique, Dallery élabore des programmes de préparation physique avancés qui jouent un rôle décisif dans la préparation de l'équipe pour la Coupe du monde 2023.[réf. nécessaire]
En 2023, Dallery est nommé directeur de la performance de la sélection roumaine,.
En juin 2024, Michaël Dallery est nommé manager général et entraîneur des avants du Lons Section paloise. En raison de la descente du club en Élite 2, Dallery a pour mission de restructurer le club, en améliorant l'organisation et en instaurant un climat de haute performance.
Dallery partage son temps entre le Béarn et Bucarest. Il travaille aux côtés de Julien Perchaud, nouveau directeur général, et Anna Rodriguez, référente préparation physique.